# Liste der Kulturdenkmale in Knappenrode
In der Liste der Kulturdenkmale in Knappenrode sind die Kulturdenkmale des Ortsteils Knappenrode der sächsischen Stadt Hoyerswerda verzeichnet, die bis August 2017 vom Landesamt für Denkmalpflege Sachsen erfasst wurden (ohne archäologische Kulturdenkmale). Die Anmerkungen sind zu beachten.

## Liste der Kulturdenkmale in Knappenrode
| Bild                                    | Bezeichnung | Lage                                                          | Datierung                                                              | Beschreibung | ID       |
| --------------------------------------- | --- | ------------------------------------------------------------- | ---------------------------------------------------------------------- | --- | -------- |
| Weitere Bilder                          | Forsthaus (Umgebinde) | Am Bahnhof 5 (Karte)                                          | Vor 1900                                                               | Das eingeschossige Doppelstubenhaus mitten im Walde wurde etwas willkürlich dem neuen Ort Werminghoff/Knappenrode zugeordnet. Es steht als F. (Forst) Jagdhaus in den alten Karten, wird auch Jagdhaus Koblenz genannt. Es heißt, es wäre Gastwirtschaft gewesen, wohl eine Raststätte für Kutscher, da jeder Ort fernab lag. Bis 1977 war es von Revierförstern bewohnt. Der Bau ist schlicht, eingeschossig, Umgebinde und Blockstuben sind erhalten, ebenso das Krüppelwalmdach. Mit seiner Geschichte, seiner alten, in der Gegend wenig üblichen Bauform in Umgebinde und in seiner Originalität ist es baugeschichtlich und ortsgeschichtlich von Bedeutung. | 08975695 |
|                                         | Kaufhaus (ohne spätere Anbauten) | August-Bebel-Platz 2 (Karte)                                  | Um 1915                                                                | Nummer 2 ist ein Kaufhaus, ein stattlicher zweigeschossiger Putzbau mit Mansarddach, im Stil der Heimatschutzbewegung, baugeschichtlich und ortsgeschichtlich von Bedeutung. | 08975697 |
| Direkt Bild zu diesem Denkmal hochladen | Villa | Ernst-Thälmann-Straße 2 (Karte)                               | Um 1915                                                                | Wohnhaus für den Direktor der Eintracht, wahrscheinlich Herr Killmann, noch historisierend, Elemente der Heimatschutzbewegung, dabei Zierfachwerk und einander durchdringende Krüppelwalmdächer, baugeschichtlich und ortsgeschichtlich von Bedeutung | 09306245 |
|                                         | Kulturhaus Knappenrode; Gasthaus Werminghoff (ehemals) | Ernst-Thälmann-Straße 5 (Karte)                               | 1915                                                                   | Nummer 5, 1915 als Werksgasthaus der Eintracht-Grubengesellschaft für die Siedlung Werminghoff gebaut, um 1950 zum Kulturhaus umgebaut und südlich um einen Saal erweitert, stattlicher zweigeschossiger Bau mit Saal und Walmdach, Anbauten an der äußeren Langseite und einer Schmalseite, Stil der Heimatschutzbewegung, ortsgeschichtlich und baugeschichtlich von Bedeutung. | 08975696 |
| Weitere Bilder                          | Brikettfabrik Werminghoff (Sachgesamtheit); Kohleverbindungsbahn Werminghoff/Knappenrode – Zeißholz; heute Energiefabrik Knappenrode – Lausitzer Bergbaumuseum | Ernst-Thälmann-Straße (Karte)                                 | 1914–1921                                                              | Sachgesamtheit Brikettfabrik Werminghoff mit folgenden Einzeldenkmalen: alle noch stehende Gebäude (in Klammern die ehemaligen internen Nummern): Förderkohleverladung (50), Kühlturm (19), Elektromagazin (87), Kaue (80), Kühlhaus IV (61), Lamellenkühlhaus (78), Fabrik I, II, III und Nassdienst (77), Kraftzentrale (83), 30-KV-Station (84), elektrische Hauptwerkstatt, Magazin und Telefonzentrale (81), Verwaltung (82), Lehrwerkstatt (135), Schuppen (85), Nordschornstein mit Fuchs (79), Verwaltung (88), Böschungsmauer (86), alte Waage (25), Stapelwand (73), Kohleverbindungsbahn Knappenrode–Zeißholz 900 mm mit Umspurrampe (137), Reststrecke Abschnitt Brikettfabrik bis Kreisstraße Knappenrode – Koblenz, dazu die umgesetzten Bauten: Förderturm aus Nochten für Untertageförderung, Schacht 1 und 4 und Schacht 3 aus Welzow (Förderturm Schacht 3 wurde im Juni 2006 in den Lkr. Bautzen, Stadt Wittichenau, OT Maukendorf, an der B96, nordwestlich des Ortes, Gem. Maukendorf, Flur 1, Flurstück 109/1 umgesetzt), weitere umgesetzte Bauten sowie bewegliche technische Denkmale (siehe auch Einzeldenkmal 08975370, gleiche Anschrift); bedeutende Industrieanlage, die Gebäude in Stahlbetonbauweise mit Ziegelfassaden, baugeschichtlich, ortsgeschichtlich und technikgeschichtlich von Bedeutung | 09306420 |
| Weitere Bilder                          | Brikettfabrik Werminghoff; Kohleverbindungsbahn Werminghoff/Knappenrode – Zeißholz; Energiefabrik Knappenrode – Lausitzer Bergbaumuseum; Brikettfabrik, heute Bergbaumuseum, mit allen noch stehenden Gebäuden (in Klammern die ehemaligen internen Nummern): Förderkohleverladung (50), Kühlturm (19), Elektromagazin (87), Kaue (80), Kühlhaus IV (61), Lamellenkühlhaus (78), Fabrik I, II, III und Nassdienst (77), Kraftzentrale (83), 30-KV-Station (84), elektrische Hauptwerkstatt, Magazin und Telefonzentrale (81), Verwaltung (82), Lehrwerkstatt (135), Schuppen (85), Nordschornstein mit Fuchs (79), Verwaltung (88), Böschungsmauer (86), alte Waage (25), Stapelwand (73), Kohleverbindungsbahn Knappenrode-Zeißholz 900 mm mit Umspurrampe (137), Reststrecke Abschnitt Brikettfabrik bis Kreisstraße Knappenrode – Koblenz, dazu die umgesetzten Bauten: Förderturm aus Nochten für Untertageförderung, Schacht 1 und 4 und Schacht 3 aus Welzow (Förderturm Schacht 3 wurde im Juni 2006 in den Lkr. Bautzen, Stadt Wittichenau, OT Maukendorf, an der B96, nordwestlich des Ortes, Gem. Maukendorf, Flur 1, Flurstück 109/1 umgesetzt), weitere umgesetzte Bauten sowie bewegliche technische Denkmale | Ernst-Thälmann-Straße 8 (Karte)                               | 1914–1921 (Fabrik); 1950er Jahre (Fabrik); um 1950 (Schaufelradbagger) | Einzeldenkmal der Sachgesamtheit Brikettfabrik Werminghoff (Objektnummer 09306420). Ab 1910 wurden Kohlefelder im Raum Lohsa durch die Eintracht Braunkohlenwerke und Brikettfabriken AG (kurz „Eintracht“) aufgekauft. Nach Rodung von Waldflächen begann 1913 der Grubenaufschluss und der Bau einer Brikettfabrik, eines Bahnhofs und eine Arbeitersiedlung, alles genannt Werminghoff nach Joseph Werminghoff, dem ersten Generaldirektor der Eintracht. Zum 1. Januar 1922 wurde Werminghoff auf Verfügung des Liegnitzer Regierungspräsidenten eine Landgemeinde (1950 in „Knappenrode“ umbenannt). Da der Kreisausschuss Hoyerswerda die Auflage erteilt hatte, Einrichtungen zur Sicherung des kommunalen Lebens aufzubauen, wurde 1917 ein Schulgebäude (heute Bürgerzentrum) und 1919 die Freiwillige Feuerwehr Knappenrode eingeweiht. Dazu kamen weitere Einrichtungen für die Versorgung. Die 1945 geflutete Grube Werminghoff wurde Anfang der fünfziger Jahre an der Westseite um einen Damm erweitert, wodurch der Knappensee entstand. Nach der Wende wurde die Brikettfabrik am 25. Februar 1993 stillgelegt. Aus ihr gingen das Lausitzer Bergbaumuseum Knappenrode / Energiefabrik Knappenrode hervor. Riesiger langer Fabrikbau, bestehend aus mehreren Bautrakten, Gliederung durch Lisenen, die alle Geschosse bis zu einem Gurtgesims unter dem obersten Geschoss durchgehen. Objekt allein durch die Baumasse und die Materialausführung wichtig. Der Komplex besteht aus weiteren Gebäuden (Nebenanlagen, Werkstätten, Verwaltungsgebäuden), diese ebenso in Klinkermauerwerk mit Gliederungen errichtet. In den Produktionsanlagen großer Bestand an Technik (Pressen, Mühlen, Trockner) unterschiedlichster Funktionsprinzipien und Herstellungszeiten. Ortsgeschichtlich, wirtschaftsgeschichtlich und baugeschichtlich von Bedeutung. | 08975370 |
|                                         | Feuerwehr mit Garagengebäude, Schlauchturm und flachem Verbindungsbau mit Schlauchwaschbecken | Ernst-Thälmann-Straße 10a (Karte)                             | Bezeichnet mit 1954                                                    | Alles Backstein und bis in Details wie die Fenstergitter original erhalten, Bezeichnung 1954 auf der Wetterfahne, baugeschichtlich und ortsgeschichtlich bedeutsam. Fahrzeughalle mit flach geneigtem Satteldach in Traufstellung, nach vorn vier große Tore, nach hinten drei Tore. Hinten rechts flacher Verbinder mit Satteldach zum Schlauchturm, hier Schlauchwaschbecken. Die Schläuche werden vor dem Reinigen mit Wasser befüllt, um Beschädigungen festzustellen. Die Schläuche werden in einem Behälter im Wasserbad vorbehandelt und dann durch die Schlauchwaschmaschine gereinigt. Schlauchturm mit Beton-Innenleben mit hochziehbarer Aufhängung für die zu trocknenden Schläuche. Turm mit flachem Zeltdach, darunter ein in Fenstern aufgebrochener Beobachtungsgang. Schöne Wetterfahne mit Bergbau-Hämmern und Datierung. Alles bis in die Details wie die Tore und alle Eisenverzierungen original erhalten. Ausführung im regionaltypischen Material von hartgebrannten Ziegeln. | 09305893 |
|                                         | Schulbau | Karl-Marx-Straße 1 (Karte)                                    | 1914–1917; 1925 (Erweiterung der Schule)                               | Der Schulbau Karl-Marx-Straße 1 entspricht dem Konzept des Heimatstils. Erforderlich war wohl eine große Baumasse. Diese wurde in einen sehr langen Bau mit einfachem Grundriss gewandelt. Dieser Grundbau ist eingeschossig. Nach vorn weist er jedoch vier große ausgebaute Giebel auf, deren mittlere durchgesteckt und mit einem Obergeschoss miteinander verbunden sind. Hier ist der Bau also zweigeschossig. Nach den Enden ist das Dach abgewalmt. Die im Geiste des Heimatstils bewegte Dachform wird durch verschiedene Dachhäuschen noch belebter. Die beiden großen Ein- und Durchgänge sind rundbogig. Die Fenster sind recht hoch und bilden ein gleichmäßiges Raster. Der Bau (heute Bürgerzentrum) ist baugeschichtlich, kunstgeschichtlich und ortsgeschichtlich von Bedeutung. | 08975698 |
|                                         | Transformatorenturmstation | neben Karl-Marx-Straße 32 (nahe Maukendorf Bootshaus) (Karte) | Um 1920                                                                | Zurückhaltend historisierender Klinkerturmbau, technikgeschichtlich von Bedeutung, bis 2014 ohne Anschrift erfasst. Optisch in zwei Geschosse aufgeteilt, über quadratischem Grundriss, Klinker, zurückhaltend historisierend u. a. mit Ecklisenen und Gesimsen gegliedert, alle Maueröffnungen mit Ausnahme der rechteckigen Mauerwerksnischen für die Durchgangsisolatoren mit Rundbögen versehen, Zeltdach Turmstation, Transformation von Mittel- in Niederspannung zur Verteilung der elektrischen Energie im Ortsnetz mittels Freileitungen, die an die nicht mehr vorhandenen Durchgangsisolatoren wenig unterhalb der Traufe angeschlossen waren. Als Zeugnis der Entwicklung der regionalen Stromversorgung von orts- und technikgeschichtlicher Bedeutung. | 09299861 |

## Ehemaliges Denkmal
| Bild           | Bezeichnung                                                                          | Lage                    | Datierung                                      | Beschreibung | ID       |
| -------------- | ------------------------------------------------------------------------------------ | ----------------------- | ---------------------------------------------- | --- | -------- |
| Weitere Bilder | Bahnhof mit Dienstgebäude (Nr. 1), Güterboden und Bahnwärterhaus (Nr. 2) mit Aborten | Am Bahnhof 1, 2 (Karte) | um 1870 (Bahnwärterhaus); 1913 (Dienstgebäude) | Dienstgebäude Putzbau im Reformstil der Zeit um 1910, Bahnwärterhaus historisierender Klinkerbau, Güterschuppen Fachwerkgebäude, eisenbahngeschichtlich von Bedeutung. Nebengebäude (Heimatstil mit Umgebinde und Zierfachwerk) umgesetzt nach Lohsa, Ortsteil Riegel, Am Wald 19. Zwischen 2016 und 2021 abgerissen. | 08975369 |

## Tabellenlegende
- Bild: Bild des Kulturdenkmals, ggf. zusätzlich mit einem Link zu weiteren Fotos des Kulturdenkmals im Medienarchiv Wikimedia Commons. Wenn man auf das Kamerasymbol klickt, können Fotos zu Kulturdenkmalen aus dieser Liste hochgeladen werden:
- Bezeichnung: Denkmalgeschützte Objekte und ggf. Bauwerksname des Kulturdenkmals
- Lage: Straßenname und Hausnummer oder Flurstücknummer des Kulturdenkmals. Die Grundsortierung der Liste erfolgt nach dieser Adresse. Der Link (Karte) führt zu verschiedenen Kartendiensten mit der Position des Kulturdenkmals. Fehlt dieser Link, wurden die Koordinaten noch nicht eingetragen. Sind diese bekannt, können sie über ein Tool mit einer Kartenansicht einfach nachgetragen werden. In dieser Kartenansicht sind Kulturdenkmale ohne Koordinaten mit einem roten bzw. orangen Marker dargestellt und können durch Verschieben auf die richtige Position in der Karte mit Koordinaten versehen werden. Kulturdenkmale ohne Bild sind an einem blauen bzw. roten Marker erkennbar.
- Datierung: Baubeginn, Fertigstellung, Datum der Erstnennung oder grobe zeitliche Einordnung entsprechend des Eintrags in der sächsischen Denkmaldatenbank
- Beschreibung: Kurzcharakteristik des Kulturdenkmals entsprechend des Eintrags in der sächsischen Denkmaldatenbank, ggf. ergänzt durch die dort nur selten veröffentlichten Erfassungstexte oder zusätzliche Informationen
- ID: Vom Landesamt für Denkmalpflege Sachsen vergebene, das Kulturdenkmal eindeutig identifizierende Objekt-Nummer. Der Link führt zum PDF-Denkmaldokument des Landesamtes für Denkmalpflege Sachsen. Bei ehemaligen Kulturdenkmalen können die Objektnummern unbekannt sein und deshalb fehlen bzw. die Links von aus der Datenbank entfernten Objektnummern ins Leere führen. Ein ggf. vorhandenes Icon  führt zu den Angaben des Kulturdenkmals bei Wikidata.

## Ausführliche Denkmaltexte
1. ↑  Bahnhof Knappenrode:

Die Strecke Kohlfurt (heute Węgliniec) über Niesky und Hoyerswerda nach Falkenberg/Elster wurde durch die Oberlausitzer Eisenbahn-Gesellschaft als Teilstück einer Fernverbindung von Breslau nach Magdeburg erbaut. Die Strecke wird auch als Niederschlesische Gütermagistrale bezeichnet. Der Streckenabschnitt zwischen Kohlfurt und Ruhland wurde am 1. Juni 1874 eröffnet. Der Bahnhof Knappenrode ist jedoch weit jünger. So begann erst 1913 nach Rodung von Waldflächen der Grubenaufschluss und der Bau einer Brikettfabrik, eines Bahnhofs und einer Arbeitersiedlung, alles genannt Werminghoff. Der weit südlich der Strecke gelegene Ort Kolonie Werminghoff, der sich heute Knappenrode nennt, erhielt 1914 eine Station mit Bahnhof. Der Hauptbau, das sogenannte Dienstgebäude, ist recht groß und nicht nur für die wenigen Einwohner des Ortes gedacht, sondern auch für die vielen Arbeitskräfte in den Gruben und der Brikettfabrik. Der Bahnhof wurde im Stil der Heimatschutzbewegung gehalten, ähnlich dem der Kreisbahn in Görlitz. Er besteht in einem Durchdringen unterschiedlicher, teils ein-, teils zweigeschossiger Baukörper mit Walmdächern. Trotz der aufgelösten Kubatur und der Walmdächer kann er nicht mehr als historistisch bezeichnet werden, zumal die Fassaden ganz glatt sind. Der ebenfalls dem Heimatstil verpflichtete Güterschuppen dagegen bietet sich durchaus historisierend mit Fachwerk und Umschrot dar. Das Bahnwärterhaus mit kleinen Nebengebäuden ist ein historisierender Klinkerbau, wie er für die Bahn üblich war. Es bestand möglicherweise schon vor dem Bahnhof Werminghoff, bedurfte doch die Strecke schon immer der Wartung. Der Bahnhof war baugeschichtlich und verkehrsgeschichtlich von Bedeutung.